# Arthromeris wallichiana
Arthromeris wallichiana är en stensöteväxtart som först beskrevs av Kurt Sprengel, och fick sitt nu gällande namn av Ren-Chang Ching. Arthromeris wallichiana ingår i släktet Arthromeris och familjen Polypodiaceae. Inga underarter finns listade.